# Арбузов Борис Олександрович
Бори́с Олекса́ндрович Арбу́зов (22 жовтня (4 листопада) 1903, Пулави — 6 листопада 1991 Казань) — радянський хімік.
Народився в місті Пулави (Польща). Професор Казанського університету, академік АН СРСР (із 1953; член-кореспондент із 1943).
Працював у галузі хімії терпенів, елементоорганічних сполук, дієнових вуглеводнів. Спільно з батьком Олександром Арбузовим винайшов новий метод одержання вільних радикалів тріарилметанового ряду.
Важливе значення мають дослідження Арбузова з розроблення нових способів підсочки хвойних і аналізу скипидарів. Опублікував понад 90 наукових праць.

## Відзнаки і нагороди
Сталінська премія, 1951.